# قصور لاكسنبورغ
قصور لاكسنبورغ، مجموعة قصور وحديقة تقع في في بلدة لاكسنبورغ في النمسا السفلى على بعد حوالي ستة كيلومترات جنوب الحدود مع ولاية فيينا الفيدرالية. يضم المتنزه في حدوده القصرين القديم والجديد (القصر الأزرق)، و«قلعة فرانتس»..

## التاريخ

خريطة لاكسنبورغ والمنطقة المحيطة بها (رسم جان بابتيست بريكين دي ديمينغ ، 1755)

كانت لاكسنبورغ مكان إقامة أساسيا لآل هابسبورغ حتى نهاية الإمبراطورية النمساوية المجرية. بدأ ذلك مع الإمبراطور كارل السادس، ثم بني في عهد ماريا تيريزا طريق طويل ومتواصل من قصر شونبرون في فيينا إلى لاكسنبورغ، ولاحقا أنشئت سكة حديد لاكسنبورغ (التي لم تعد موجودة اليوم) خصيصًا للبلاط الإمبراطوري، واصلة المقر مع خط سكك الحديد الجنوبي عند بلدة مودلينغ.
أمضى الإمبراطور فرانتس يوزيف الأول والإمبراطورة إليزابيث شهر العسل في لاكسنبورغ عام 1854ـ وهناك ولد اثنان من أبنائهما الأربعة: الأميرة جيزيلا (1856-1932)، وولي العهد الأمير رودولف (1858-1889). كما أقام الإمبراطور الأخير كارل الأول بشكل دائم تقريبًا في لاكسنبورغ في الأعوام 1917-1918 ليكون قريبا من قيادة الجيش العليا التي كانت في بلدة بادن، حيث كان بإمكانه الإشراف على سير الحرب شخصيا وكذلك الحفاظ على الاتصالات السياسية بعيدا عن أنظار فيينا.
من أجل البقاء بالقرب من البلاط الإمبراطوري بنى الأرستقراطيون وغيرهم من كبار رجال الدولة مثل استرهازي، وداون وآورسبيرغ وكوتيك قلاعا صغيرة أو فيلات في المحيط، ولكن لم يبق الكثير من هذه المنشآنت بفعل التوسعات التي شهدها البلاط الإمبراطوري هناك، وواحد من هذه الأبنية هو ما يسمى «البيت الأخضر».
اكتسبت لاكسنبورغ مجددا الأهمية آواخر أعوام النظام الملكي عندما اتخذها الإمبراطور كارل الأول مقرا لإقامته في العامين 1917 و1918، وحيث صارت عنوانا للطلبات المرفوعة إليه. وبعد نهاية النظام الملكي نقلت إدارة أملاك عائلة هابسبورغ-لورين إلى صندوق متضرري الحرب. في عام 1922 حاولت شركة أسست خصيصا لهذا الغرض أن تسوّق الموقع بصورة مربحة، ولكن ذلك فشل وأعيد المجمّع عام 1942 إلى صندوق ضحايا الحرب.
في عام 1938 أضيفت بلدية لاكسنبورغ، ومعها المتنزّه والقصور، إلى فيينا الكبرى لتكون جزءا من حيها الرابع والعشرين، واستخدم القصر الأزرق والمباني الملحقة مستودعا عسكريا للفيرماخت الألماني، ونقلت معظم التحف وقطع الأثاث إلى متاحف فيينا، وفي عام 1945 احتل الجيش السوفيتي القصر وأجزاء كبيرة من الحديقة.
في عام 1955 كان القصر في حالة سيئة للغاية، وفي عام 1962 أسست شركة لاكسنبورغ المحدودة التي تولت إدارة القصور والمنتزه، وتولى إدارة الشركة ممثلون من النمسا السفلى وفيينا، فيما ظلت إدارة العقارات الزراعية في يد بلدية فيينا.
هناك رسوم لدخول الحديقة.

## القصر القديم

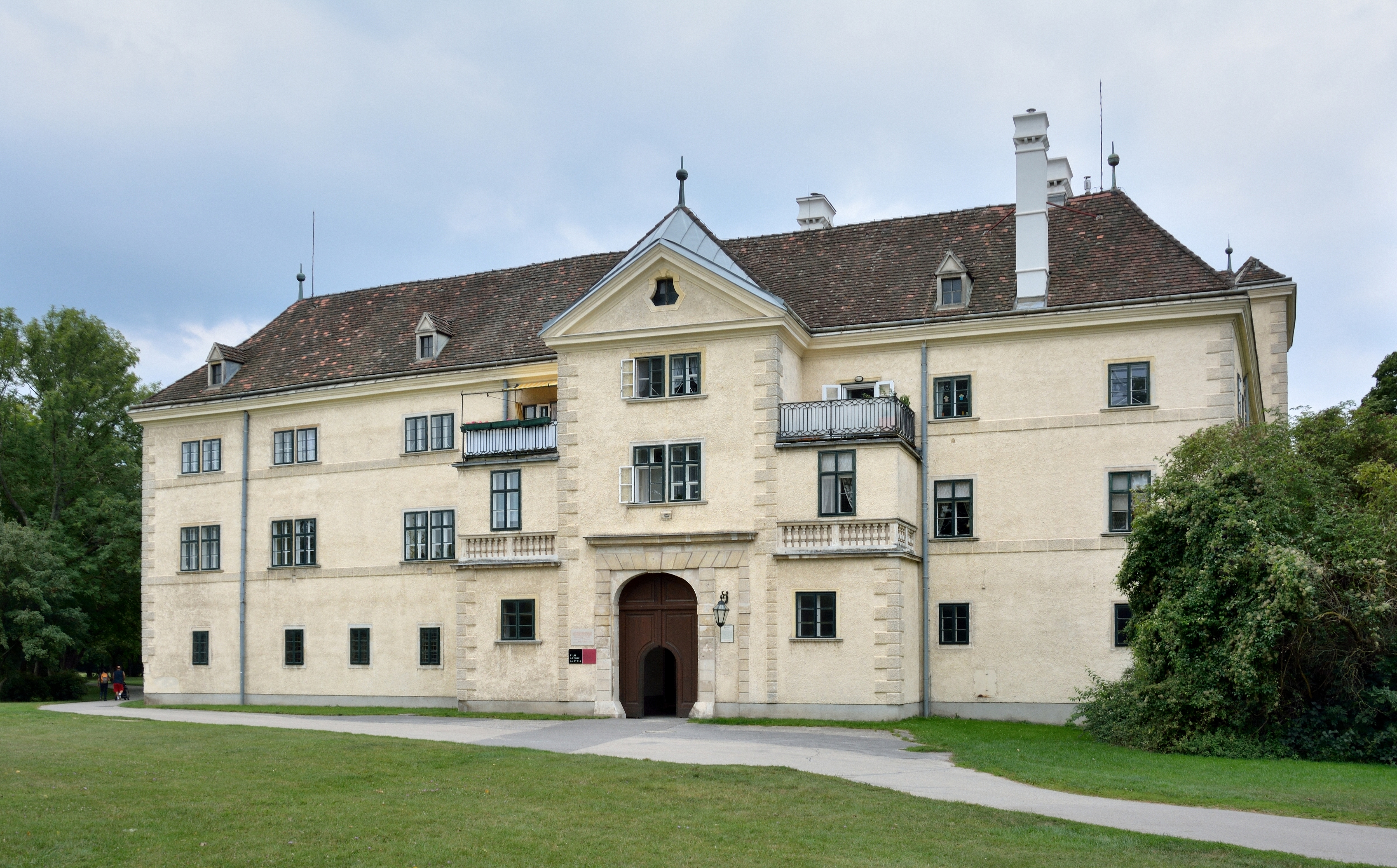
واجهة القصر القديم الشمالية الشرقية

يعود تاريخ حديقة القصر، التي كانت منطقة صيد واسعة النطاق، إلى القرن الثالث عشر، وكان تمتلكها عائلة لاخسنبورغ. وبعد انقراض هذه السلالة في في الرابع عشر في القرن السابع عشر، انتقلت الملكية إلى أيدي آل هابسبورغ، وأعاد أألبرت الثالث بناء نزل الصيد ووسعه. لاحقا أهمل المبنى وأصبح في حالة سيئة، إلى أن رمم وأعيد تصميمه على الطراز الباروكي في عهد الإمبراطور ليوبولد الأول، على يد المعمار لودفيكيو بورناشيني. وفي عام 1682 شهد المكان إبرام ما عرف بـ"تحالف لاكسنبورغ، وهو تحالف دفاعي وقعته الإمبراطورية وعدد من الممالك في مواجهة سياسة فرنسا الهجومية والتوسعية في عهد لويس الرابع عشر. دمر القصر خلال الحصار التركي الثاني لفيينا، وأعيد بناؤه عام 1693 وأضيف إليه طابق آخر. في فترة القرن الثامين عشر طمرت الخنادق المائية المحيطة.
كانت هناك في أحد الأبراج كنيسة صغيرة ورد ذكرها مبكرا، في العام 1332، وتشير رسالة وقفية كنسية من العام 1389 إلى بناء كنيسة جديدة جلبت إليها التماثبا من كنيسة في ليوبولدسبيرج. في عام 1755 أعيد تصميم الكنيسة على الطراز الباروكي، وجلبت إليها محتويات كنيسة القديسة آنا هنا. كان هذا القصر حتى الحرب العالمية الأولى مقر إقامة عائلة هابسبورغ الربيعي، إلى جانب القصر الجديد.
رمم المبنى، بما في ذلك الكنيسة الصغيرة، بالكامل في أعوام السبعينيات على يد شركة إدارة لاكسنبورغ، وفيه يخزن اليوم جزء من أرشيف الفيلم النمساوي، كما تستخدم الكنيسة اليوم للحفلات الموسيقية وحفلات الزفاف وغيرها.

## القصر الجديد (البلاط الأزرق)

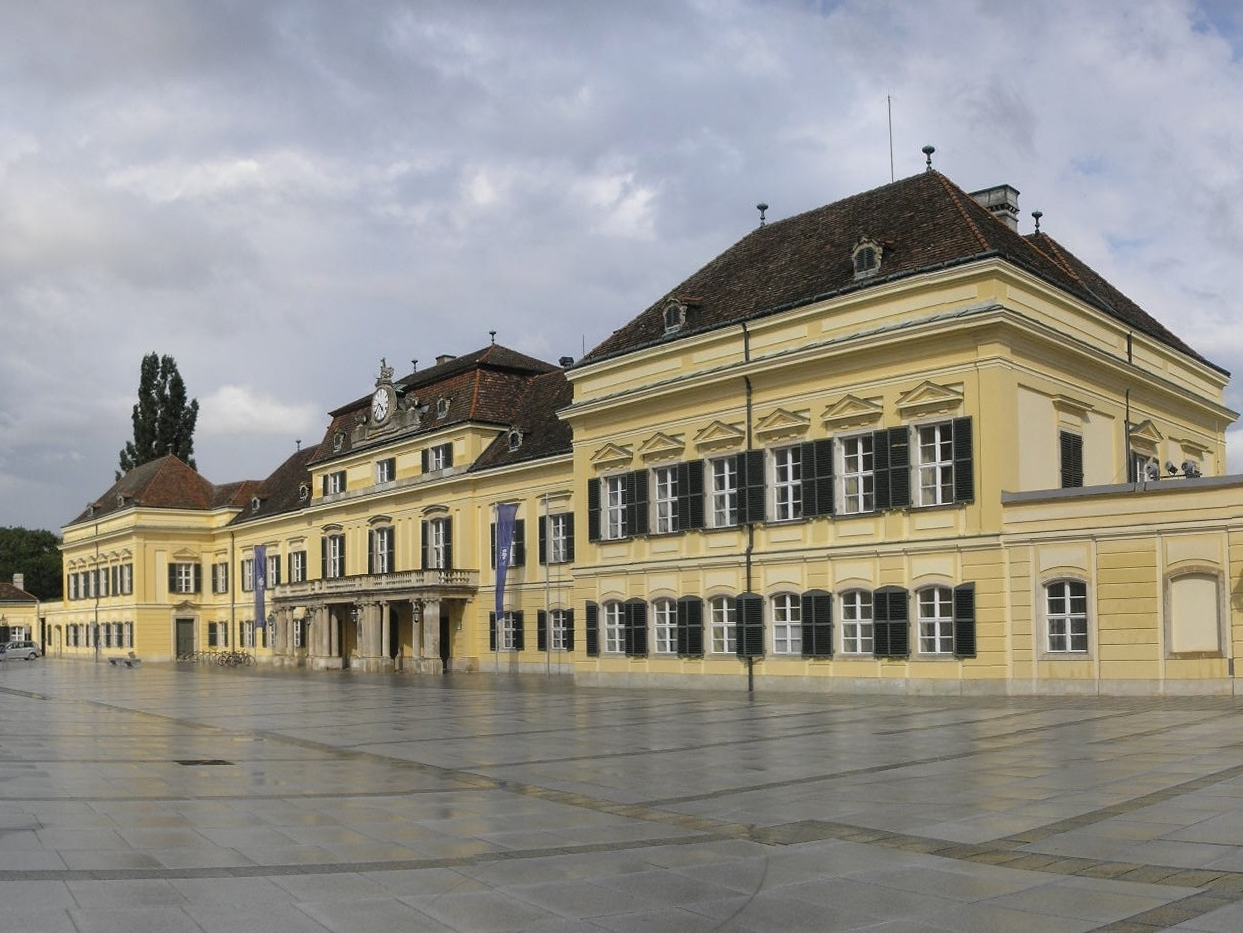
القصر الجديد (البلاط الأزرق)

ورد ذكر البلاط الأزرق (المعروف أيضًا باسم القصر الجديد) لأول مرة في عام 1544 باسم البلاط الحر (بالألمانية: Freihof)، وكان مالكه يدعى ميلخيور أرغيلو. تعاقب المالكون على المكان، وترجع تسمية «الأزرق» إلى واحد من الملاكين السابقين كان يدعي سباستيان فون بلاوشتاين (بلاو تعني أزرق بالألمانية).
وسع المكان بين عامي 1710 و 1720 على يد مالكه نائب المستشار الإمبراطوري فريدريش كارل فون شونبورن، نفد التوسيع المهندس المعماري النمساوي لوكاس فون هيلدبراندت. لاحقا تملّك القصر نائب المستشار الامبراطوري، الكونت أدولف فون ميتش، ثم أعضاء من عائلة القائد العسكري النمساوي الكونت داون. في عام 1762 انتقلت ملكية القصر إلى الإمبراطورية ماريا تيريزا، ووسّع في عهدها على قبل مهندس البلاط نيكولاس باكاسي، وكانت التوسعات الأولى في الأعوام 1765 إلى 1767 سببها كبر أسرة الإمبراطورة التي انجبت ستة عشر طفلا. وفي حوالي عام 1774 شيد البلفدير في الجناح الشرقي من القصر، وزين الجزء الداخلي منه بلوحات ذات خداع بصري. بالإضافة إلى ذلك بنى باكاسي جناح غرفة الطعام ومسرح القصر، واستخدم في قاعة الأعمدة وفي السلّم الرئيبي «الحجز الإمبراطوري»، هو حجر كلسي قوي يستخرج من المحاجر الملكية عند جبال اللايتا في شرق النمسا.
في القصر الجديد ولد ولي عهد النمسا الأمير رودولف في عام 1858.
في بداية الحرب العالمية الأولى أمر الإمبراطور فرانتس وزيف باستخدام القصر مستشفىً، وفي مارس 1917 انتقل الإمبراطور الجديد كارل الأول بمقر الإقامة الإمبراطوري من قصر شونبرون إلى البلاط الأزرق في لاكسنبورغ، حيث ظل هناك حتى انتقاله إلى منزل الإمبراطور في بادن في فبراير 1918.
في فترة الاحتلال السوفييتي بعد الحرب العالمية الثانية استعمل الجيش الأحمر المكان مركزا للقيادة، حيث وقعت منطقة النمسا السفلى في منطقة الاحتلال السوفييتي حتى عام 1955.
صالة الطعام ومسرح القصر ليستا متفتوحين للجمهور، حيث تتبعان لمركز بحث علمي وتستخدمان مركزا للمؤتمرات.

## منتزه القصر وقلعة فرانتس

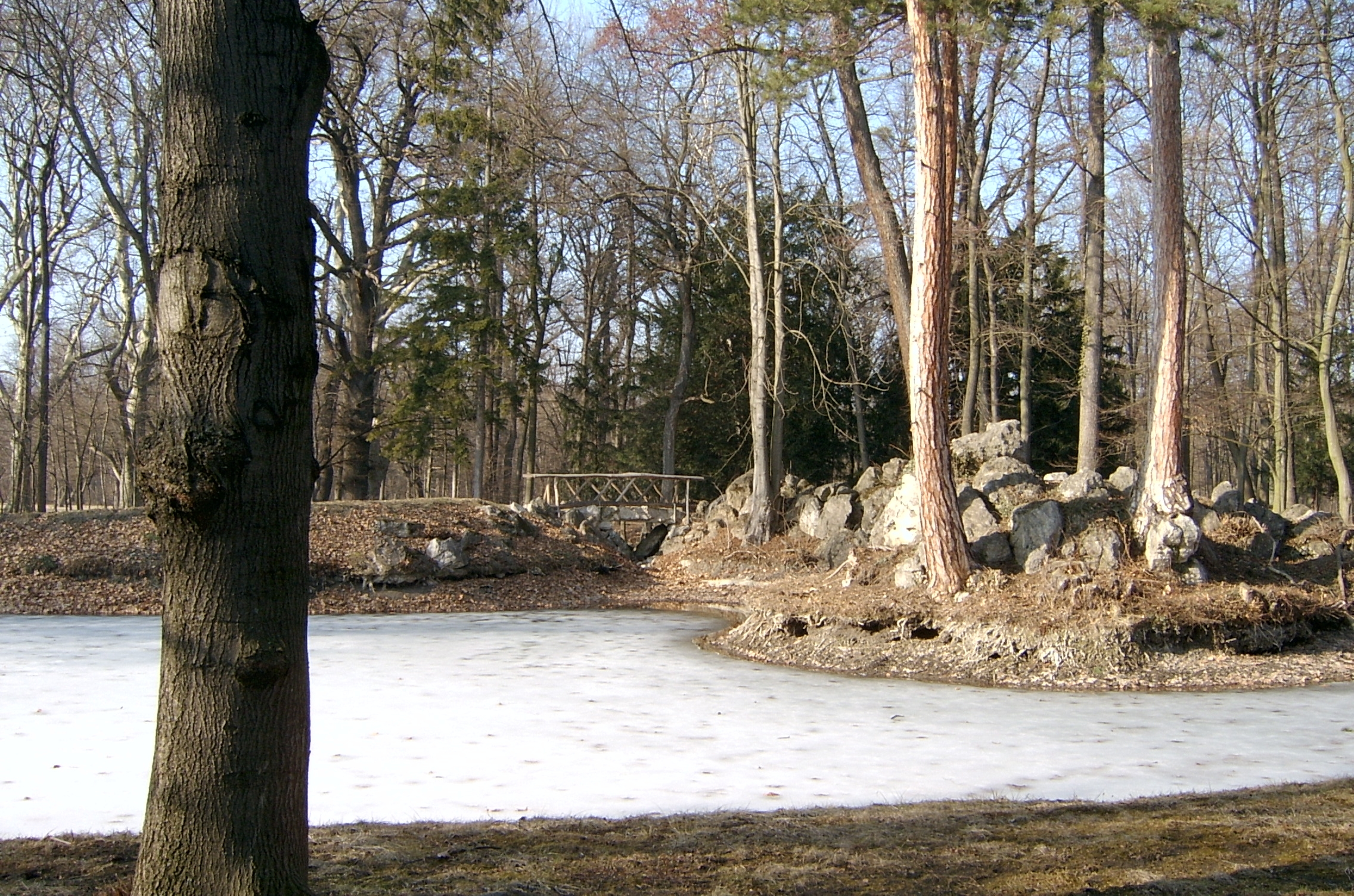
حديقة القصر في فصل الشتاء

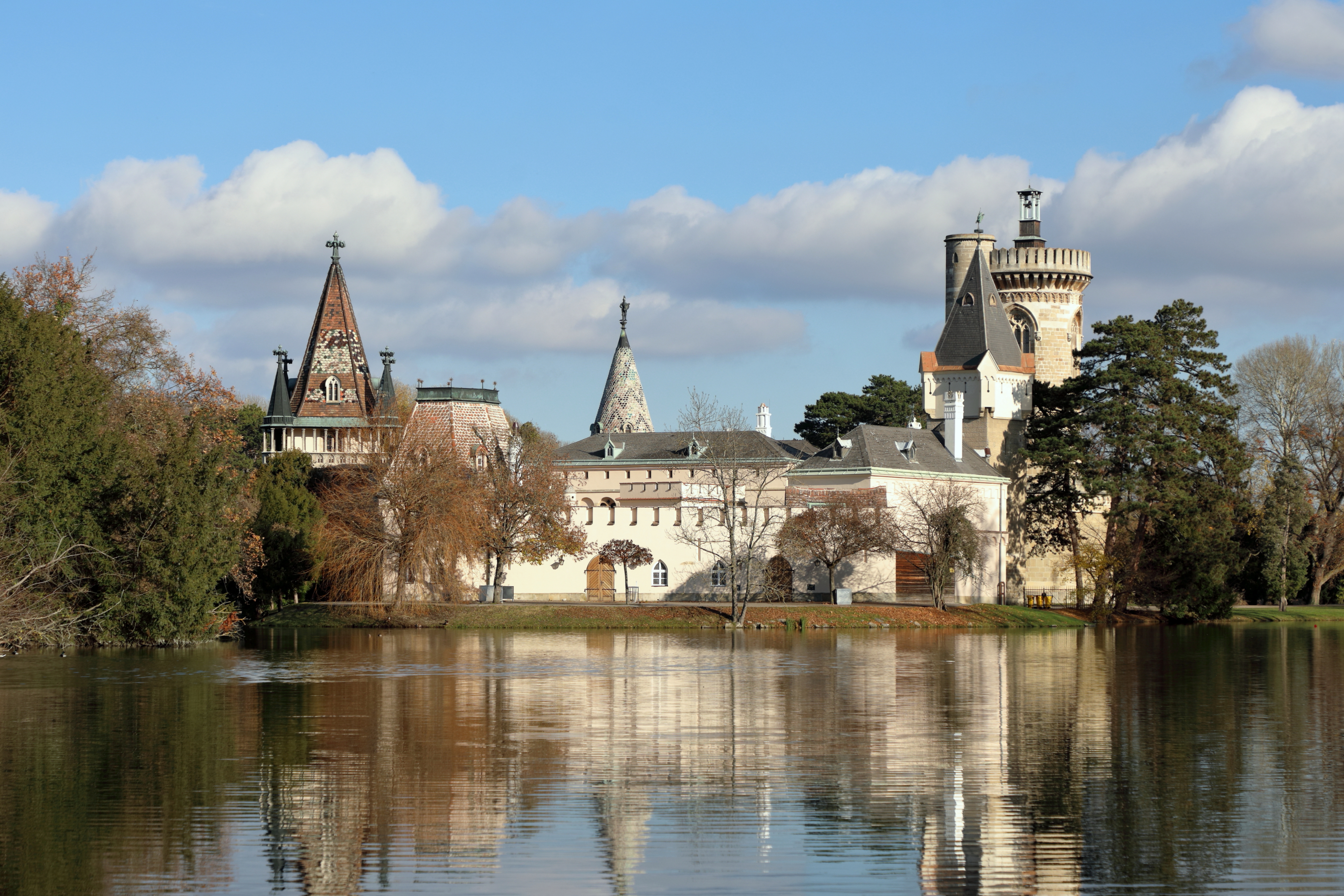
قلعة فرانتس

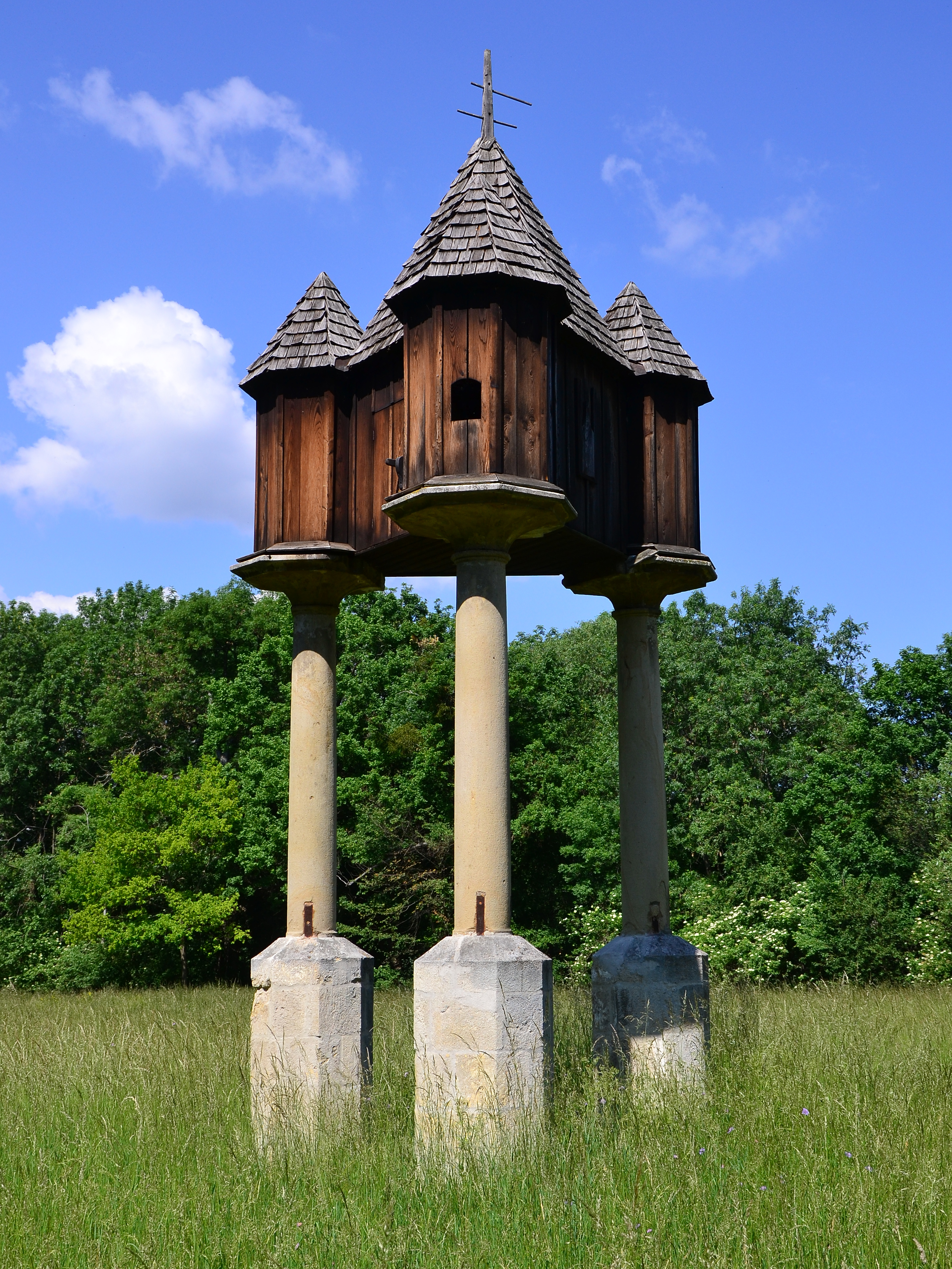
برج الحمام

بخلاف حديقة قصر شونبرون التي احتفظ بها على الطراز الفرنسي، تحول متنزه لاكسنبورغ الذي تبلغ مساحته 2500 دونما، وفي عهد الإمبراطور جوزيف الثاني (بعد 1780) إلى حديقة ذات مناظر طبيعية إنجليزية. وكان الجزء الأكثر تميزًا هو البركة القلعة الكبيرة التي بلغت مساحتها 250 دونما.
توجد في بركة القلعة جزيرة أقيمت عليها في الأعوام 1801-1836 قلعة مبنية بالطراز التاريخاني سميت باسم الإمبراطور فرانز الثاني (بالألمانية: Franzensburg)، كما توجد فيها جزء أخرى مغطاة بالأشجار.
على الرغم من أن حديقة القصر قريبة من نهر شفيخات، إلا أنها تروى بشكل أساسي من مياه نهر التريستينغ القاجمة من بلدة مونشندورف، حيث توجد منذ العام 1801 قناة أنشئت تحت القناة المرفوعة التي حول إليها نهر شفيخات المياه إلى البركة القلعة. رافد آخر هو جدول هايدباخ، فيما تصب مياه البركة في نهر شفيخات على مقربة من مصب نهر تريستينغ.
يبلغ عمر بعض أشحار السنديان المزروعة في المتنزه الـ 200 إلى 300 عام. 48.06147 16.36306).
بالإضافة إلى المنشآت السابق ذكرها، يوجد في المنتنزه عدد من المباني التاريخية، مثل:
- المقصورة الخضراء: جناح مثمن الأضلاع تكريما للإلهة الرومانية ديانا، إلهة الصيد. كان هذا الجناح من حوالي عام 1760 مكانا مفضلا لدى الإمبراطورة ماريا تيريزا التي اعتادت لعب الورق هناك. تم بناء الجناح في الهندسة المعمارية treillage (هندسة الممرات).
- معبد كونكورديا: قبة على إكليل أعمدة كورنثية تزينها أوراق شجر منحوتة.[7]
- ميدان السباق
- بقايا ما كان يعرف ب«بيت التسلية»: أقيم بيت التسلية بأمر من الإمبراطورة، ودمر في فترة الاحتلال النابليوني مع عدد مع المباني الأخرى وظلت بعض الأنقاض، ويشار إلى ان إعادة بنائه ممكنة على أساس الكثير من الرسومات والسجلات المحفوظة.[8]
- المغارة الصخرية حيث كان يفترض أن يبنى نموذج مصغر لقلعة هابسبورغ، إلا انه لم يكتمل
- قبر وعمود الفارس
- قبو الجليد، الذي استخدم لحفظ الجليد المستخرج من البركة
- تمثال نصفي ضخم للإمبراطور فرانتس يوزيف الأول من عمل النحات الإيطالي جيوفاني باتيستا كومولي، قدم عام 1836هدية من بلدية مدينة ميلانو (كان إقليم لومبارديا يتبع الإمبراطورية النمساوية حتى عام 1859).[9]
- برج حمام يبلغ عمره 200 عام، في ساحة القصر.

حتى سنوات قليلة ماضية كان هناك على طرف المنتنزه مركز نقاهو ومكان تخييم، واليوم يعد المتنزه واحدا من الأماكن التي يقصدها أهل فيينا دوما للرحلات والتجول ولركوب القوارب في البركة.
كان هناك على بركة الأسماك جسر وجناح صيني، لم يبق منه إلا القاعدة الحجرية.
توجد في المتنزه أنقاض معبد بناه الإمبراطور فرديناند الأول (حكم من 1835 إلى 1848) هدية لزوجته ماريا آنا.
بنيت قناة الغابة في القرن الثامن عشر خلق القرن، وتتقاطع مع مجرى الماء القادم من مونشندورف، وتعتبر بركة القصر البالغة مساحتها 250 دونما هي الأكبر من نوعها في النمسا، وفيها كان يجدّف أبناء العائلة المالكة ونبلاء البلاط.
{{

## متفرقات
أعيد بناء محطة القطار الإمبراطورية السابقة في لاكسنبورغ كما كان مظهرها في عام 1847، وتستخدم مركزا للفعاليات ومطعما.
كان هناك في في الماضي قناة مائية تربط فيينا بمدينة فينر نويشتادت، وكانت تمر بلاكسنبورغ، إلا أن الطريق المائي من فيينا فقد أهميته ابتداء من عام 1830 بسبب طول مدة الرحلة.
يستخدم قصر كاونيتس-استرهازي القريب مقرا كنسيا إقليميا وديرا للراهبات كان يدير في الماضي مدرسة لمربيات الحضانة ومدرسة ابتدائية. تشغل اليوم الأكاديمية الدولية لمكافحة الفساد (IACA) جزءا من المبنى، وهي أول منشأة تدريب من نوعها في العالم.
أقيم في أغسطس 1990 وأغسطس 2010 في أجزاء من الحديقة المعسكر الكشفي الدولي بمشاركة الآلاف من الكشافة.

## للمطالعة (بالإنكليزية)
- Géza Hajós: The Franzensburg and the Habsburg in the Park at Laxenburg near Vienna as the site of Legitimation of the Austrian Empire around 1800. In: Die Gartenkunst 20 (2/2008) = Habsburg. Das Haus Habsburg und die Gartenkunst. ISBN 978-3-88462-271-1, S. 57–66.
- Géza Hajós: Peter Joseph Lenné und Laxenburg. Die Bedeutung des wiedergefundenen Lenné-Planes für den kaiserlichen Park in Laxenburg bei Wien. In: Die Gartenkunst 13 (1/2001), S. 1–14.
- Luigi Zangheri: The Laxenburg Castle Gardens near Vienna and Early Nineteenth Century Italian Visitors. In: Die Gartenkunst 20 (2/2008) = Habsburg. Das Haus Habsburg und die Gartenkunst. ISBN 978-3-88462-271-1, S. 67–76.

## روابط خارجية
- www.schloss-laxenburg.موقع قصر ومتنزه لاكسنبوغ الرسمي